# Апелативен съд на Алагоас
Апелативният съд на Алагоас (на португалски: Tribunal de Justiça de Alagoas (TJAL)) е върховен орган на съдебната власт на бразилския щат Алагоас със седалище в щатската столица Масейо и юрисдикция, покриваща цялата територия на щата. Съставът на съда се състои от 15 десембаргадори.